# Paul Herget
Paul Herget (30 de gener de 1908 - 27 d'agost de 1981) va ser un astrònom estatunidenc.
Herget va ensenyar astronomia a la Universitat de Cincinnati. Va ser un pioner en l'ús de mètodes mecànics i finalment, ordinadors digitals, en la resolució de problemes científics i astronòmics en concret (per exemple, en el càlcul de les taules d'efemèrides de planetes menors). L'asteroide (1751) Herget és nomenat en el seu honor, mentre que (1755) Lorbach va ser nomenat per la seva esposa.
Durant la Segona Guerra Mundial es va aplicar aquests mateixos talents per a l'esforç de guerra, ajudant a localitzar els submarins per mitjà de l'aplicació de la trigonometria esfèrica.
Herget va establir el Minor Planet Center a la universitat després de la guerra el 1947.També va ser nomenat director de l'Observatori de Cincinnati. El Minor Planet Center es va traslladar al 1978 a l'Smithsonian Astrophysical Observatory a Cambridge, Massachusetts, on encara opera.

## Publicació de circumstàncies de descobriment
|  | «The Names of the Minor Planets» redirigeix aquí. Vegeu-ne altres significats a «Circumstàncies del descobriment de Herget». |

En els anys cinquanta i seixanta, Paul Herget va compilar una gran quantitat de cites de noms per als planetes menors, donant les circumstàncies de descobriment, així com informació de fons sobre l'origen del nom i sobre els astrònoms implicats. El seu treball recollit es coneix com The Names of the Minor Planets i va ser publicat per l'Observatori de Cincinnati el 1955 i 1968. L'última publicació conté detalls sobre el descobriment i el nomenament de 1.564 planetes menors fins a l'alçada de la Segona Guerra Mundial el 1943, i s'estén des del primer planeta menor descobert, (1) Ceres, fins a (1564) Srbija. Les circumstàncies del descobriment de Herget es van incorporar posteriorment al Diccionari de noms de planetes menors, que va ser elaborat per l'astrònom Lutz Schmadel en nom de la comissió 20 de la UAI. En aquest treball, les cites que provenen de la compilació original de Herget estan marcades amb la lletra "H" i el número de pàgina corresponent.